# Wighelm
Wighelm († 909) war Bischof von Selsey. Er wurde zwischen 860 und 901 geweiht und trat sein Amt im gleichen Zeitraum an. Er starb 909.